# メアリー・スコット (第3代バクルー女伯爵)
第3代バクルー女伯爵およびタラス伯爵夫人メアリー・スコット（英語: Mary Scott, 3rd Countess of Buccleuch and Countess of Tarras、1647年8月31日 - 1661年3月11日）は、スコットランド貴族。

## 生涯
第2代バクルー伯爵フランシス・スコットとマーガレット・レズリー（Margaret Leslie）の娘として、1647年8月31日にダルキース城で生まれた。1651年11月25日に父が死去すると、わずか4歳でバクルー女伯爵の爵位を継承した。
1659年2月9日、ウィームズでウォルター・スコット（1644年12月25日 - 1693年4月、1660年にタラス伯爵に叙爵）と結婚したが、1661年3月12日にウィームズで死去、同年4月17日にダルキースで埋葬された。妹アンが爵位を継承した。